# Henri-Edgar Lavigueur
Henri-Edgar Lavigueur, né le 16 février 1867 et mort le 29 octobre 1943 à Québec, est un homme d'affaires et homme politique québécois. Il est maire de Québec de 1916 à 1920 et de 1930 à 1934. Il est également député libéral à la Chambre des communes.

## Biographie
Henri-Edgar Lavigueur est le fils de Célestin Lavigueur, musicien et auteur de plusieurs œuvres musicales dont La Huronne. C'est probablement la raison pour laquelle le fils s'intéresse dans sa jeunesse au commerce des instruments de musique. Il est d'abord voyageur de commerce pour la maison Bernard et Allaire, spécialisée dans la vente d'instruments de musique et de machines à coudre. En 1892, il fonde avec Alfred Hutchison sa propre entreprise, Lavigueur and Hutchison qui est située sur la rue Saint-Jean et qui est le plus grand vendeur de pianos dans l'est du Canada.
En 1906, il entre en politique municipale et est élu au siège no 1 du quartier Saint-Jean. Par la suite, il est réélu à son poste lors de toutes les élections municipales, et ce jusqu'en 1916. Remarqué par le maire Olivier-Napoléon Drouin, il est nommé à la présidence du comité de l'Aqueduc en 1910 puis à celui du comité des Chemins en 1914.

### Maire de Québec
En 1916, le maire Drouin décide de ne pas se représenter, et plusieurs contribuables invitent Lavigueur à lui succéder à la mairie de Québec. Le 21 février 1916, il est élu par acclamation. Il sera réélu de la même façon le 18 février 1918.
En 1917, Lavigueur décide d'entrer en politique fédérale tout en gardant son poste de maire. Il est candidat libéral dans le comté de Québec lors de l'élection générale de décembre 1917 et l'emporte facilement dans le contexte de la crise de la conscription. En mars 1918, des manifestations anticonscriptionnistes tournent à l'émeute à Québec. Le maire Lavigueur tente d'abord une conciliation mais il finit par demander l'aide de la troupe face aux émeutiers. L'affrontement se termine par 4 morts et plusieurs dizaines de blessés. Lors de l'enquête du coroner, il n'hésite pas à dénoncer le zèle de certains policiers fédéraux chargés de retrouver des embusqués et qui sont, selon lui, la cause de l'émeute.
Lors de l'élection municipale de 1920, Lavigueur est battu par son adversaire, Joseph-Octave Samson. Le contexte de la récession économique d'après-guerre en est probablement la cause. Par contre, il est réélu député de Québec lors de l'élection fédérale de 1921. Lors des élections générales de 1925 et de 1926, il est de nouveau réélu dans sa circonscription, qui porte maintenant le nom de Québec-Montmorency.

### Retour à la mairie de Québec
Le 17 février 1930, il se représente à la mairie de Québec et bat le maire sortant Oscar Auger. En 1932, il est réélu à la mairie par la plus forte majorité de son histoire jusqu'alors.
Ce second mandat est marqué par la Crise économique des années 1930, et le maire Lavigueur reçoit plusieurs subventions de la part des gouvernements fédéral et provincial pour l'aide aux chômeurs. C'est grâce à cela qu'il fait construire un nouveau quai pour la traverse Québec-Lévis, et qu'il fait construire le premier Colisée de Québec et le Palais Montcalm. Il fait également édifier un réservoir de 30 millions de gallons d'eau sous les Plaines d'Abraham. Comme mesure novatrice, il fait introduire du chlore dans l'eau de l'Aqueduc.
En 1933, il préside les fêtes du premier centenaire civique de la ville de Québec.
En 1932, la nationalisation de l'électricité devient un thème de plus en plus populaire chez un groupe de politiciens comprenant entre autres Philippe Hamel, Oscar Drouin et Paul Gouin. Dans un premier temps, le maire Lavigueur se dit favorable à une municipalisation de l'électricité mais le gouvernement Taschereau le soupçonne plutôt de vouloir négocier un contrat plus avantageux comprenant de meilleurs tarifs avec la Quebec Power, la compagnie qui alimente la ville de Québec en électricité.
En 1933, le maire redemande la municipalisation de l'électricité mais les avocats de la Québec Power argumentent que l'opération coûterait trop cher. De plus, les ténors de la nationalisation s'aperçoivent que Lavigueur n'est pas vraiment sincère dans sa demande lorsqu'il obtient du gouvernement Taschereau le droit de négocier son nouveau contrat avec la compagnie. Ils décident alors de lui présenter un adversaire favorable à la nationalisation lors de l'élection suivante. Joseph-Ernest Grégoire, partisan convaincu de Philippe Hamel, remporte décisivement l'élection du 19 février 1934.
Henri-Edgar Lavigueur meurt à Québec le 29 octobre 1943 à l'âge de 76 ans.

## Honneurs
Le pont Lavigueur, l'Escalier Lavigueur et la rue Lavigueur dans la ville de Québec ont été nommés en son honneur.